# Молодіжна збірна Росії з хокею із шайбою
Молодіжна збірна Росії з хокею із шайбою (рос. Молодёжная сборная России по хоккею с шайбой) — національна молодіжна команда Росії, складена з гравців віком не більше 20 років, що представляє свою країну на міжнародних змаганнях з хокею. Управління збірною здійснюється Федерацією хокею Росії.

## Історія

### Чемпіонати світу
Молодіжна збірна Росії дебютувала на чемпіонаті світу серед молодіжних команд як правонаступник молодіжних збірних СРСР та СНД після розпаду СРСР у грудні 1992 року, посіли шосте місце. На наступних чемпіонатах тричі завойовували бронзові медалі: 1994, 1996 та 1997 році, а також двічі срібні нагороди у 1995 та 1998 роках. 
Своє перше золото на чемпіонаті здобули 1999 року у Канаді, перегравши у фіналі канадців в овертаймі 3:2. На чемпіонаті у 2000 році стали втретє другими, поступившись у фіналі одноліткам з Чехії по буллітах 0:1.
Вдруге чемпіонами світу стали у 2002 році. Фінальний матч проходив у Пардубице, росіяни переграли канадців з рахунком 5:4. Наступного року у Галіфаксі (Канада) вдруге поспіль та третє золото загалом здобули у матчі з господарями турніру канадцями 3:2.
Між третім та четвертим титулом чемпіонів світу росіяни тричі задовольнились срібними нагородами у 2005 (поступились у фіналі канадцям 1:6), 2006 (поступились у фіналі канадцям 0:5) та 2007 (поступились у фіналі канадцям 2:4) роках та бронзовими у 2008 та 2009 роках. 
Четверте чемпіонство здобули у 2011 році, перегравши своїх одвічних суперників канадців 5:3. В останніх чотирьох чемпіонатах росіяни по два рази здобували срібні та бронзові нагороди.

### Subway Super Series
Щорічна серія хокейних товариських поєдинків між молодіжними збірними Канади та Росії. Турнір проводиться з 2003 року, його організацією займається Канадська хокейна ліга. З 2009-го головним спонсором турніру є мережа ресторанів швидкого харчування Subway. Серія матчів включає в себе 6 ігор: російська «молодіжка» почергово проводить по дві зустрічі зі збірними ліг, що входять в структуру КХЛ.

### Суперсерії
У 2007 році молодіжні збірні Канади та Росії провели серію з восьми матчів, приурочену до 35-річчя Суперсерії 1972 року. Чотири матчі пройшли у Росії та чотири у Канаді. Сім перемог здобули канадці, а ще один матч закінчився в нічию.
У 2012 році відбулась ще одна серія вже з чотирьох матчів по дві гри у Канаді та Росії. Команди здобули по дві перемоги, а в овертаймі останнього матчу збірна Канади виграла серію.

## Результати на чемпіонатах світу
- 1993 рік – Закінчили на 6-му місці
- 1994 рік – Закінчили на 3-му місці (бронзові медалі)
- 1995 рік – Закінчили на 2-му місці (срібні медалі)
- 1996 рік – Закінчили на 3-му місці (бронзові медалі)
- 1997 рік – Закінчили на 3-му місці (бронзові медалі)
- 1998 рік – Закінчили на 2-му місці (срібні медалі)
- 1999 рік – Закінчили на 1-му місці (золоті медалі)
- 2000 рік – Закінчили на 2-му місці (срібні медалі)
- 2001 рік – Закінчили на 7-му місці
- 2002 рік – Закінчили на 3-му місці (золоті медалі)
- 2003 рік – Закінчили на 4-му місці (золоті медалі)
- 2004 рік – Закінчили на 5-му місці
- 2005 рік – Закінчили на 2-му місці (срібні медалі)
- 2006 рік – Закінчили на 2-му місці (срібні медалі)
- 2007 рік – Закінчили на 2-му місці (срібні медалі)
- 2008 рік – Закінчили на 3-му місці (бронзові медалі)
- 2009 рік – Закінчили на 3-му місці (бронзові медалі)
- 2010 рік – Закінчили на 6-му місці
- 2011 рік – Закінчили на 1-му місці (золоті медалі)
- 2012 рік – Закінчили на 2-му місці (срібні медалі)
- 2013 рік – Закінчили на 3-му місці (бронзові медалі)
- 2014 рік – Закінчили на 3-му місці (бронзові медалі)
- 2015 рік – Закінчили на 2-му місці (срібні медалі)
- 2016 рік – Закінчили на 2-му місці (срібні медалі)
- 2017 рік – Закінчили на 3-му місці (бронзові медалі)
- 2018 рік – Закінчили на 5-му місці
- 2019 рік – Закінчили на 3-му місці (бронзові медалі)
- 2020 рік – Закінчили на 2-му місці (срібні медалі)
- 2021 рік – Закінчили на 4-му місці